# Better Place
Better Place è il primo singolo estratto dall'album omonimo dei Saint Asonia, pubblicato 15 maggio 2015.

## Il video
Il videoclip è stato pubblicato il 31 luglio 2015. Il video rappresenta la depressione di Adam Gontier mentre cerca di suicidarsi gettandosi da un palazzo, mentre gli altri membri della band suonano all'interno del palazzo. Alla fine del brano mentre Adam cerca di buttarsi dal palazzo viene salvato da una ragazza, dove una volta salvato inizia a cantare con il resto della band.
La ragazza che compare nel video salvando Adam Gontier in è in realtà Jeanie Marie Gontier l'attuale moglie di Adam.

## Tracce
1. Better Place – 3:35

## Formazione
- Rich Beddoe – batteria
- Adam Gontier – voce, chitarra ritmica
- Corey Lowery – basso, cori
- Mike Mushok – chitarra solista